# Zdzisław Krysiak
Zdzisław Józef Krysiak (ur. 11 lutego 1930 w Koziegłowach, zm. 30 stycznia 1994) – polski rolnik i działacz partyjny, poseł na Sejm PRL V i VI kadencji.

## Życiorys
Uzyskał wykształcenie średnie niepełne. W latach 1950–1955 był nauczycielem w szkołach podstawowych powiatu pułtuskiego, a także planistą w Gminnej Spółdzielni „Samopomoc Chłopska”. Od 1955 prowadził w rodzinnej wsi własne gospodarstwo rolne.
Należał do Związku Młodzieży Polskiej, pełnił funkcję radnego Gromadzkiej Rady Narodowej. W 1954 wstąpił do Polskiej Zjednoczonej Partii Robotniczej, gdzie był sekretarzem podstawowej organizacji partyjnej w Koziegłowy, a także zasiadał w Komitecie Gminnym w Pułtusku oraz Warszawskim Komitecie Wojewódzkim partii. W 1969 i 1972 uzyskiwał mandat posła na Sejm PRL w okręgu Ciechanów. Przez dwie kadencje zasiadał w Komisji Rolnictwa i Przemysłu Spożywczego, ponadto w trakcie V kadencji zasiadał w Komisji Drobnej Wytwórczości, Spółdzielczości Pracy i Rzemiosła.
Pochowany na Cmentarzu Parafialnym Św. Krzyża w Pułtusku.

## Odznaczenia
- Srebrny Krzyż Zasługi
- Brązowy Krzyż Zasługi